# Związek Dawniejszych Powstańców na rzecz Górnośląskiej Niepodległości
Związek Dawniejszych Powstańców na rzecz Górnośląskiej Niepodległości – organizacja działająca na terenie Prowincji Górnośląskiej w latach 1921–1922 w granicach Niemiec, składała się z byłych powstańców śląskich, dążyła pierwotnie do niepodległości Górnego Śląska, następnie do autonomii Górnego Śląska, jako państwa związkowego Rzeszy, ostatecznie do autonomii Prowincji Górnośląskiej, pozostałej po podziale Górnego Śląska w państwie niemieckim.

## Działalność
Związek Dawniejszych Powstańców na rzecz Górnośląskiej Niepodległości (Bund der ehemäligen Insurgenten für oberschlesische Selbständigkeit) został założony 5 sierpnia 1921 roku przez Franciszka Merika – byłego dowódcę frontowego z Opola, który podczas III powstania był jednym z tych dowódców, którzy domagali się od Wojciecha Korfantego proklamacji "suwerennego państwa śląskiego". Organizacja wykorzystała fakt, że Wojsko Polskie i Reichswehra nie zajęły jeszcze podzielonego terytorium plebiscytowego. Kolportowała ulotki nawołujące do przewrotu i ustanowienia niepodległości Górnego Śląska. Inicjatywę tę storpedowali stronnicy Korfantego. Ugrupowanie to poszło śladami również stworzonego przez powstańców Polskiego Związku Górnośląskich Autonomistów – Alojzego Pronobisa.
17 marca 1922 roku Jan Kustos utworzył Śląskie Stronnictwo Demokratyczno-Postępowe, za którego pomocą chciał się dostać w szeregi Naczelnej Rady Ludowej Górnego Śląska. Zgodnie z relacją "Rzeczpospolitej" zatytułowanej Przygotowania do zamachu na Górnym Śląsku, opartej na relacji Wyglendy, gdy Janowi Kustosowi nie udało się legalnie dostać do NRL, postanowił opanować ją siłą. Stanowisko Józefa Rymera miało być przeznaczone mjr Ludwikowi Hupce, jako śląskiemu dyktatorowi wojskowemu. Lider Związku Dawniejszych Powstańców na rzecz Górnośląskiej Niepodległości (Bund der ehemäligen Insurgenten für oberschlesische Selbständigkeit) – Franciszek Merik miał zapewnić potrzebne oddziały zbrojne. Po opanowaniu gmachu Naczelnej Rady Ludowej Górnego Śląska, zamachowcy mieli wszystkich nie-Górnoślązaków odstawić do granicy i postawić władze Rzeczypospolitej Polskiej przed faktem dokonanym. Idea ta zyskała sporą popularność wśród powstańców, niezadowolonych z coraz większych wpływów na Górnym Śląsku, osiąganych przez przedsiębiorców, urzędników i wojskowych, pochodzących z Polski. Inicjatywa Franciszka Merika została jednak skutecznie storpedowana przez obóz Korfantego, z którego polecenia zebranie Związku Dawniejszych Powstańców na rzecz Górnośląskiej Niepodległości (Bund der ehemäligen Insurgenten für oberschlesische Selbständigkeit) zostało rozbite przez wierny Polsce oddział powstańców z Pszczyny pod dowództwem Stanisława Krzyżowskiego.
Działania Jana Kustosa i Franciszka Merika miała koordynować, stworzona przez szeroką rzeszę byłych powstańców (m.in. Polski Związek Górnośląskich Autonomistów – Alojzego Pronobisa i katowicki oddział Związku Byłych Powstańców – Walentego Fojkisa) i działaczy obozu polskiego, Liga Obrony Górnego Śląska (Liga zum Schutz Oberschlesiens). Jej liderzy powołali do życia własną 40-osobową Radę Ludową, która usiłowała przeforsować nadanie całemu terytorium plebiscytowemu na Górnym Śląsku bardzo szerokiej autonomii politycznej, gospodarczej i kulturowej. Nie determinowała ona przy tym, czy ma się tu urzeczywistnić w ramach związku, z którymś z dwu rywalizujących państw, czy też w formie „autonomii zupełnej” (niepodległość) pod protektoratem aliantów. Wojciech Korfanty natychmiast zlikwidował rozłam w polskim obozie, odcinając Radę Ludową od funduszy. Dążenia Franciszka Merika do przewrotu są niewątpliwym faktem, natomiast Jan Kustos i mjr Ludwik Hupka protestowali przeciwko relacjom Wyglendy. Józef Rymer chwalił Wyglendę za udaremnienie przewrotu, jednak nie wiadomo ile prawdy było w jego doniesieniach.
Związek Dawniejszych Powstańców na rzecz Niepodległości Górnego Śląska (Bund der ehemäligen Insurgenten für oberschlesische Selbständigkeit) skierował do przewodniczącego konferencji pokojowej de Facty pismo protestacyjne przeciwko "polskiej działalności terrorystycznej na Górnym Śląsku". Natomiast jego lider Franciszek Merik nie dał za wygraną, zmieniając opcję z niepodległościowej na autonomistyczną, opowiedział się za zmianą orzeczenia z Genewy, publicznie oświadczając, „że całe byłe terytorium plebiscytowe musi otrzymać pełną autonomię w federacyjnym związku państwowym z Niemcami”. 22 czerwca 1922 roku Wojsko Polskie i Reichswehra objęły podzielone terytorium plebiscytowe. Województwo śląskie w ramach Rzeczypospolitej Polskiej, zgodnie z zapisami Statutu Organicznego, uchwalonego podczas kampanii plebiscytowej 20 lipca 1920 roku otrzymało szeroką autonomię gospodarczą i fiskalną (Skarb Śląski) oraz ograniczoną (wojewoda z nominacji prezydenta RP) autonomię polityczną z własnym parlamentem (Sejmem Śląskim). Kwestię autonomii Prowincji Górnośląskiej w ramach Rzeszy Niemieckiej (republiki weimarskiej) miało rozstrzygnąć referendum zorganizowane w dniu 22 września 1922 roku.
18 września na zjeździe w Prudniku liderzy Katholische Volkspartei pod przewodnictwem Carla Ulitzki, opowiadający się dotychczas za przekształceniem Prowincji Górnośląskiej w autonomiczne państwo związkowe Rzeszy Niemieckiej, stwierdzili iż wskutek podziału terytorium plebiscytowego oraz ugody z władzami Prus, okrojona „Prowincja Górnośląska powinna pozostać w pruskim związku państwowym”. 6 września 1922 roku poglądy Carla Ulitzki podzielił również przewodniczący Związku Byłych Powstańców na rzecz Górnośląskiej Niepodległości (Bund der ehemäligen Insurgenten für oberschlesische Sebständigkeit) – Franciszek Merik w liście do pruskiego ministra spraw wewnętrznych Carla Severinga napisał: Jak jeszcze na naszej pieczątce widać, związek składa się wyłącznie z członków niegdyś polskiego usposobienia. Podstawowym celem związku jest osiągnięcie federacyjno-państwowej autonomii Górnego Śląska […] Skoro jednak rząd pruski sam błąd zauważył i nas Górnoślązaków ma bronić ustawą administracyjną, odstępujemy od naszych federacyjno-państwowych dążeń i przyłączamy się do deklaracji posła Rzeszy – pana proboszcza Ulitzki na rzecz pozostania Górnego Śląska przy Prusach. Będziemy stać na straży pruskich interesów i zwalczać polską propagandę z Kongresówki. Wkrótce Franciszek Merik wydał odezwę do swych rodaków: My byli powstańcy z ofiarą naszego życia, walczyliśmy za wasze dążenia i będziemy to czynić nadal. Dlatego obdarzcie nas zaufaniem i bez wyjątku odrzućcie karty do głosowania zgodnie z hasłem: Górny Śląsk musi pozostać pruską prowincją. Taki jednolity front spowodował, że podczas referendum 91% Górnoślązaków opowiedziało się przeciwko wyłączeniu Prowincji Górnośląskiej z Prus i przekształceniu jej w odrębny kraj związkowy Rzeszy.